# Protoplastenisolierung

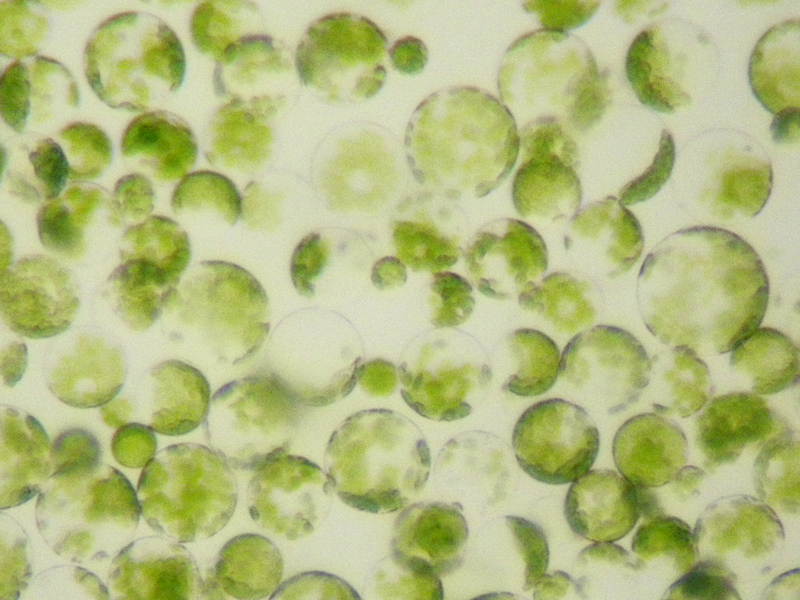
Protoplasten von Blattzellen der Petunie (Petunia sp.)

Protoplasten sind Zellen, deren Zellwand entfernt wurde, etwa indem sie durch ein bestimmtes Verfahren abgebaut wurde. Sie können heutzutage relativ einfach isoliert werden. 
Im Falle der Herstellung mit einer enzymatischen Methode werden Enzyme entsprechend der chemischen Natur der Zellwand verwendet. Bei Pflanzenzellen sind Cellulasen und Pektinasen die gebräuchlichsten. Für Bakterien- und Pilzzellen werden andere Enzyme benötigt.
Bei Pflanzenzellen verdauen Cellulasen die Zellwände, Pektinasen die Mittellamellen. Möchte man Zellwände und Mittellamellen in einem Schritt verdauen (manchmal ist es günstiger, das Pflanzenmaterial vorzuverdauen), so löst man beide Enzyme zusammen mit einem Osmotikum (zumeist Mannit) in destilliertem Wasser, füllt dieses Gemisch in eine Petrischale und gibt das fein zerkleinerte Pflanzenmaterial hinzu, wobei zu beachten ist, dass das pH-Optimum der Enzyme erreicht wird. Nach einigen Stunden, die Inkubationszeit variiert von Pflanze zu Pflanze, erhält man isolierte Protoplasten, die nun weiterkultiviert werden können, um beispielsweise neue Pflanzen zu regenerieren. Protoplasten eröffnen aber auch Möglichkeiten, um Hybridisierungen durch Protoplastenfusion in einem elektrischen Feld vornehmen zu können oder gentechnische Veränderungen durchzuführen.
In den Anfängen der Protoplastenisolation (1920er Jahre) wurden Protoplasten durch vorherige Plasmolyse und anschließendes Herausziehen des Protoplasten mit Hilfe einer Nadel gewonnen, was den Nachteil hatte, dass man nur eine geringe Ausbeute an Protoplasten erhielt. In den 1960er Jahren etablierte sich dann die beschriebene enzymatische Methode.